# 顧興祖
顧興祖（？—？），河南行省揚州路江都縣（今江蘇省揚州市）人。明朝軍事人物，顧成之孫、顧統之子。

## 生平
顧興祖繼承其祖顧成的侯爵爵位。明仁宗即位時，廣西叛亂。明仁宗下詔命顧興祖平定潯州、平樂、思恩、宜山等苗族地區，后歸降者眾多。宣德年間，交阯的黎利再次叛亂，并圍困邱溫。當時顧興祖坐鎮南寧卻擁兵不援，后被逮捕下錦衣衛獄，次年得釋。正統末年，跟從北征，土木堡之變后脫逃，當論死。而因也先逼都城，顧興祖再次出戰，并抵禦蒙古軍于城外。后授都督同知，守備紫荊關。景泰三年，因受賄而被連坐下獄，后得釋放。因立東宮有功，授伯爵。天順年間，再次恢復侯爵身份，鎮守南京。后去世，子顾翰、顾玘先死。

## 孫
- 顧淳，顾翰子，繼承鎮遠侯爵位。顧淳死後無子[2]，爵位為顧溥繼承[3]。
- 顧溥，顾玘子，繼承鎮遠侯爵位。